# Пьедимулера
Пьедимулера (итал. Piedimulera) — коммуна в Италии, располагается в регионе Пьемонт, в провинции Вербано-Кузьо-Оссола.
Население составляет 1620 человек (2008 г.), плотность населения составляет 231 чел./км². Занимает площадь 7 км². Почтовый индекс — 28885. Телефонный код — 0324.
Покровителем коммуны почитается святой Георгий Победоносец, празднование 7 апреля.

## Демография
Динамика населения:

## Администрация коммуны
- Официальный сайт: http://www.comune.piedimulera.vb.it/